# Director X
Julien Christian Lutz (Toronto, 31 de outubro de 1975), conhecido profissionalmente como Director X, X ou Little X, é um diretor de vídeos musicais canadense. Ele é descendente de trinidadianos e suíços, e produtor de artistas como Justin Bieber, The Wanted e Drake.
No cinema, dirigiu o thriller policial Superfly em 2018, que teve recepção mista, e na televisão, criou o drama de ação de curta duração Robyn Hood em 2023. Ele foi incluído na Calçada da Fama do Canadá em 2022.

## Início de vida
Lutz nasceu e foi criado na área metropolitana de Toronto, principalmente em Brampton e arredores, e é descendente de pessoas mistas de Trindade e Tobago e Suíça. Ele frequentou as escolas secundárias Mayfield e North Park, e durante sua juventude, ele colecionava revistas em quadrinhos e fotografias de moda, especificamente o trabalho de Herb Ritts.

## Carreira

### Trabalho inicial
Lutz iniciou sua carreira trabalhando em diversas produções; ele foi consultor visual no filme Belly, de Hype Williams, de 1998. Lutz foi escalado para dirigir o filme de terror Razorwire da Disney, embora o filme nunca tenha entrado em produção.

### Vídeos musicais
Lutz trabalhou em vários projetos e treinou com Hype Williams. Desde o final da década de 1990, Lutz dirigiu dezenas de videoclipes e se destacou por seus videoclipes visualmente distintos e de alto orçamento, incluindo The Wanted, R. Kelly, Usher, Kanye West, Jay-Z, Korn, David Guetta, Nelly Furtado, Sean Paul, Justin Bieber, Drake, Nicki Minaj, T.I., Little Mix, Rihanna, Union J, Fifth Harmony, Miguel, One Direction, Zayn Malik e Iggy Azalea. Em 2004, Lutz apareceu no documentário de Mya Baker, Silence: In Search of Black Female Sexuality in America.
Em 2015, Lutz fundou sua própria produtora, Popp Rok, em Toronto. Em 2017, ele apareceu no episódio 7 do Ciclo 23 de America's Next Top Model ("X Marks The Spot") como diretor de um videoclipe com tema Gypsy Sports.

### Filmes
Além da direção de videoclipes, Lutz dirigiu dois longas-metragens e um filme para televisão; ele fez sua estreia na direção de longas-metragens em 2015 com Across the Line. O filme foi estrelado por Stephan James e o enredo foi inspirado nos distúrbios raciais de 1989 na Escola Secundária de Cole Harbor District. Across the Line foi ambientado e filmado na Nova Escócia. A primeira exibição de Across the Line foi em 19 de setembro de 2015 no Atlantic Film Festival, onde ganhou o prêmio de "Best Atlantic Feature".
Em 2016, dirigiu o filme de drama adolescente para televisão Center Stage: On Pointe. O filme é estrelado por Nicole Muñoz, Barton Cowperthwaite, Maude Green, Chloe Lukasiak, Kenny Wormald e Peter Gallagher. Ele estreou na Lifetime em 25 de junho de 2016. O DVD oficial foi lançado em 6 de setembro de 2016. A crítica da Variety, Sonia Saraiya observou sobre a direção de Lutz, "... embora seja frustrante que o filme pareça com 15 e tantos videoclipes de baixo orçamento reunidos, a dança nesses segmentos e a forma como é filmado são alguns dos melhores partes do filme".
Em 2018, Lutz dirigiu Superfly, um remake do filme blaxploitation de 1972 de mesmo nome. Superfly foi lançado nos Estados Unidos em 13 de junho de 2018 e recebeu críticas mistas dos críticos. Owen Gleiberman, da Variety, escreveu: "Filmado de uma maneira funcional e compacta, com menos estilo sensual do que você esperaria de um autor de videoclipe, o filme é um thriller de drogas competente, porém brilhante e hermético, menos um novo urbano. mito do que um episódio ricamente inventado. Ele prende sua atenção, mas deixa você sem nada".

## Filmografia

### Séries de televisão
- 2020: October Faction[22]
- 2022: The Imperfects[23]
- 2023: Robyn Hood[24]

### Cinema
- 2015: Across the Line[13]
- 2016: Center Stage: On Pointe[15]
- 2018: Superfly[20]

### Vídeos musicais
| Ano  | Artista                                                | Canção                                                           |
| ---- | ------------------------------------------------------ | ---------------------------------------------------------------- |
| 2022 | Future featuring Drake and Tems                        | “Wait for U”                                                     |
| 2022 | Black Eyed Peas, Shakira and David Guetta              | “Don't You Worry”                                                |
| 2022 | Drake                                                  | “Falling Back”                                                   |
| 2021 | Rosalía featuring The Weeknd                           | “La Fama”                                                        |
| 2020 | Ariana Grande                                          | “34+35”                                                          |
| 2020 | Demi Lovato                                            | “Commander in Chief”                                             |
| 2020 | Future featuring Drake                                 | “Life Is Good”                                                   |
| 2020 | Lil Yachty and DaBaby featuring Drake                  | “Oprah's Bank Account”                                           |
| 2020 | DJ Khaled featuring Drake                              | “Popstar”                                                        |
| 2020 | Black Eyed Peas, Ozuna and J. Rey Soul                 | “Mamacita”                                                       |
| 2019 | Khalid                                                 | “Right Back”                                                     |
| 2019 | Rosalía and J Balvin featuring El Guincho              | “Con Altura”                                                     |
| 2018 | French Montana                                         | “Famous”                                                         |
| 2017 | Bebe Rexha                                             | “The Way I Are (Dance with Somebody)”                            |
| 2017 | DJ Snake featuring Jeremih, Young Thug and Swizz Beatz | “The Half”                                                       |
| 2017 | Little Mix                                             | “Touch”                                                          |
| 2017 | Miguel featuring Travis Scott                          | “Sky Walker”                                                     |
| 2016 | Zayn                                                   | “LIKE I WOULD”                                                   |
| 2016 | Rihanna (part. Drake)                                  | “Work”                                                           |
| 2016 | Fifth Harmony                                          | “Work from Home”                                                 |
| 2016 | Little Mix (part. Sean Paul)                           | “Hair”                                                           |
| 2016 | Fifth Harmony (part. Fetty Wap)                        | “All in My Head (Flex)”                                          |
| 2015 | Kendrick Lamar                                         | “King Kunta”                                                     |
| 2015 | City and Colour                                        | “Wasted Love”                                                    |
| 2015 | Little Mix                                             | “Black Magic”                                                    |
| 2015 | Drake                                                  | “Hotline Bling”                                                  |
| 2014 | Iggy Azalea (part. Charli XCX)                         | “Fancy”                                                          |
| 2014 | Iggy Azalea (part. Rita Ora)                           | “Black Widow”                                                    |
| 2012 | R. Kelly                                               | “Share My Love”                                                  |
| 2012 | Drake                                                  | “HYFR”                                                           |
| 2012 | Shanell (part. Lil Wayne & Drake)                      | “So Good/6 AM”                                                   |
| 2012 | Nelly Furtado                                          | “Big Hoops (Bigger the Better)”                                  |
| 2012 | The Wanted                                             | “Chasing The Sun”                                                |
| 2012 | Justin Bieber                                          | “Boyfriend”                                                      |
| 2011 | Karl Wolf (part. Kardinal Offishall)                   | “Ghetto Love”                                                    |
| 2011 | Mohombi (part. Nicole Scherzinger)                     | “Coconut Tree”                                                   |
| 2011 | The Wanted                                             | “Glad You Came”                                                  |
| 2011 | The Wanted                                             | “Warzone”                                                        |
| 2011 | The Wanted                                             | “ Lightning”                                                     |
| 2011 | LMFAO                                                  | “Sorry For Party Rocking”                                        |
| 2010 | Street Pharmacy                                        | “Stone Bricks And Mortar”                                        |
| 2010 | Sean Kingston                                          | “Letting Go (Dutty Love)”                                        |
| 2010 | Nicki Minaj                                            | “Your Love”                                                      |
| 2010 | The-Dream                                              | “Love King”                                                      |
| 2009 | k-os (part. Saukrates & Nelly Furtado)                 | “I Wish I Knew Natalie Portman”/“Robot Kid”                      |
| 2009 | Sean Paul                                              | “Now That I've Got Your Love”                                    |
| 2009 | Nelly Furtado                                          | “Más”                                                            |
| 2009 | Sean Paul                                              | “Hold My Hand”                                                   |
| 2009 | David Guetta (part. Estelle)                           | “One Love”                                                       |
| 2009 | Nelly Furtado                                          | “Manos al aire”                                                  |
| 2009 | Estelle (part. Sean Paul)                              | “Come Over”                                                      |
| 2008 | Brandy Norwood                                         | “Right Here (Departed)”                                          |
| 2008 | Common                                                 | “Universal Mind Control”                                         |
| 2008 | Deborah Cox                                            | “Beautiful U R”                                                  |
| 2007 | R. Kelly (part. Usher)                                 | “Same Girl”                                                      |
| 2007 | Chrisette Michelle                                     | “Be Ok”                                                          |
| 2007 | Trey Songs                                             | “Wonder Woman”                                                   |
| 2007 | Baby Bash (part. Sean Kingston)                        | “What Is It”                                                     |
| 2006 | Sean Paul (part. Keyshia Cole)                         | “Give It Up To Me”                                               |
| 2006 | Korn                                                   | “Coming Undone”                                                  |
| 2006 | Nelly Furtado (part. Timbaland)                        | “Promiscuous”                                                    |
| 2006 | The Game                                               | “Let's Ride”                                                     |
| 2006 | Xzibit                                                 | “Concentrate”                                                    |
| 2006 | Cassie                                                 | “Me & U”                                                         |
| 2005 | Sean Paul                                              | “Temperature”                                                    |
| 2005 | Ludacris                                               | “Pimpin' All Over the World”                                     |
| 2005 | Rico Love                                              | “Settle Down”                                                    |
| 2005 | Rihanna                                                | “Pon De Replay”                                                  |
| 2005 | R. Kelly                                               | “Happy People”                                                   |
| 2005 | R. Kelly                                               | “U Saved Me” (creditado sob seu nome real Julien Christian Lutz) |
| 2005 | Ying Yang Twins                                        | “Wait”                                                           |
| 2005 | Usher                                                  | “Caught Up”                                                      |
| 2004 | Lloyd Banks feat. Avant                                | “Karma”                                                          |
| 2004 | Kanye West                                             | “The New Workout Plan”                                           |
| 2004 | Nelly (part. Christina Aguilera)                       | “Tilt Ya' Head Back”                                             |
| 2004 | Akon                                                   | “Ghetto”                                                         |
| 2004 | Usher                                                  | “Yeah!”                                                          |
| 2003 | G-Unit                                                 | “Poppin' Them Thangs”                                            |
| 2003 | Ginuwine                                               | “There It Is”                                                    |
| 2003 | Sean Paul (part. Sasha)                                | “I'm Still in Love with You”                                     |
| 2003 | Timbaland & Magoo (part. Missy Elliott)                | “Cop That Disk”                                                  |
| 2003 | John Mayer                                             | “Clarity”                                                        |
| 2003 | Sean Paul                                              | “Get Busy”                                                       |
| 2003 | Kelis                                                  | “Trick Me”                                                       |
| 2003 | Jay-Z (part. Pharrell Williams)                        | “Excuse Me Miss”                                                 |
| 2003 | Melanie Durrant (part. Common)                         | “Where I'm Goin'”                                                |
| 2002 | Aaliyah                                                | “I Care 4 U”                                                     |
| 2002 | Sean Paul                                              | “Gimme The Light”                                                |
| 2002 | Eve (part. Alicia Keys)                                | “Gangsta Lovin'”                                                 |
| 2002 | Alicia Keys                                            | “How Come U Don't Call Me Anymore?”                              |
| 2002 | Donnell Jones (part. Styles P)                         | “Put Me Down”                                                    |
| 2001 | Fabolous (part. Nate Dogg)                             | “Can't Deny It”                                                  |
| 2001 | Jadakiss                                               | “Knock Yourself Out”                                             |
| 2001 | Usher                                                  | “U Got It Bad”                                                   |
| 2001 | Usher                                                  | “U Don't Have To Call”                                           |
| 2001 | R. Kelly (part. Jay-Z)                                 | “Fiesta (Remix)”                                                 |
| 2001 | Kardinal Offishall                                     | “Ol' Time Killin'”                                               |
| 2000 | Reflection Eternal (part. Vinia Mojica)                | “The Blast”                                                      |
| 2000 | Mystikal                                               | “Shake Ya Ass”                                                   |
| 2000 | Mystikal (part. Nivea)                                 | “Danger (Been So Long)”                                          |
| 2000 | Ice Cube (part. Krayzie Bone)                          | “Until We Rich” (codirigido com Cameron Casey)                   |
| 2000 | Donell Jones                                           | “Where I Wanna Be”                                               |
| 2000 | Aaliyah featuring DMX                                  | “Come Back in One Piece”                                         |
| 1999 | Case                                                   | “Happily Ever After”                                             |
| 1999 | Choclair                                               | “Let's Ride”                                                     |
| 1999 | DMX                                                    | “What's My Name?”                                                |
| 1999 | Marvelous 3                                            | “Freak of the Week”                                              |
| 1999 | Mystikal (part. OutKast)                               | “Neck Uv Da Woods”                                               |
| 1999 | Ice Cube (part. Mack 10 and Ms. Toi)                   | “You Can Do It” (codirigido com Cameron Casey)                   |
| 1998 | Made Men (part. The L.O.X.)                            | “Made Men”                                                       |
| 1998 | Onyx                                                   | “React”                                                          |
| 1998 | Onyx                                                   | “Broke Willies”                                                  |
| 1998 | Rascalz                                                | “Northern Touch”                                                 |
| 1998 | Redman                                                 | “I'll Bee Dat”                                                   |
| 1998 | Maestro                                                | “Stick to Your Vision”                                           |
| 1998 | Glenn Lewis                                            | “Bout Your Love”                                                 |
| 1998 | Total                                                  | “Sittin' Home”                                                   |
| 1998 | EPMD                                                   | “Richter Scale”                                                  |

### Comerciais
As produções de comerciais que Julien dirigiu são:[carece de fontes?]
- 2008 - McCafe "Kiss" Spot - McDonald's
- 2010 - Yeo Boyz  - Yeo Valley Organic

## Livros
- Henry Keazor, Thorsten Wübbena: Video Thrills The Radio Star. Musikvideos: Geschichte, Themen, Analysen. Bielefeld 2005, p. 111ss.